# Carl von Prittwitz

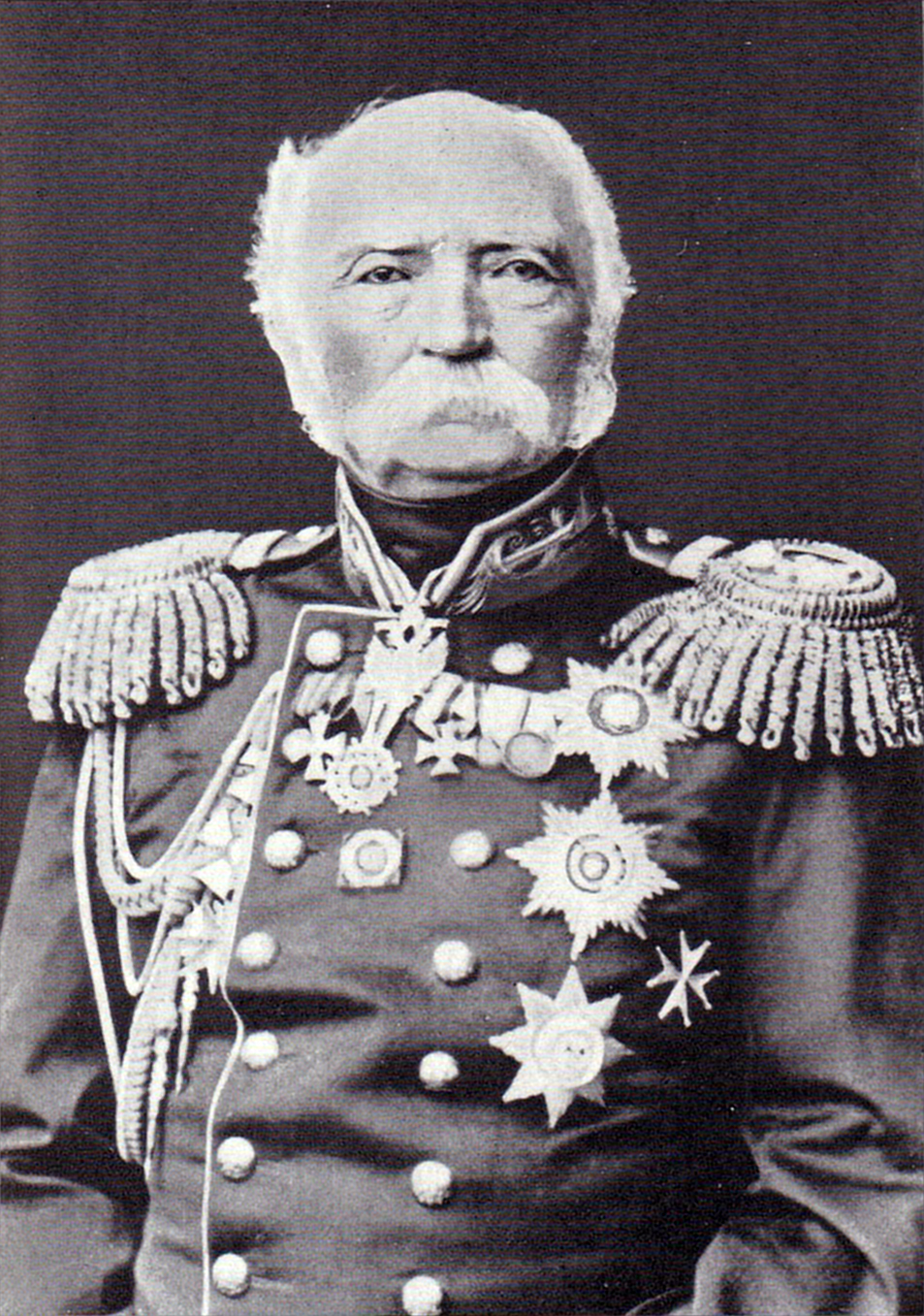
Carl Baron von Prittwitz, Graf Sabalkanski, russischer General der Kavallerie

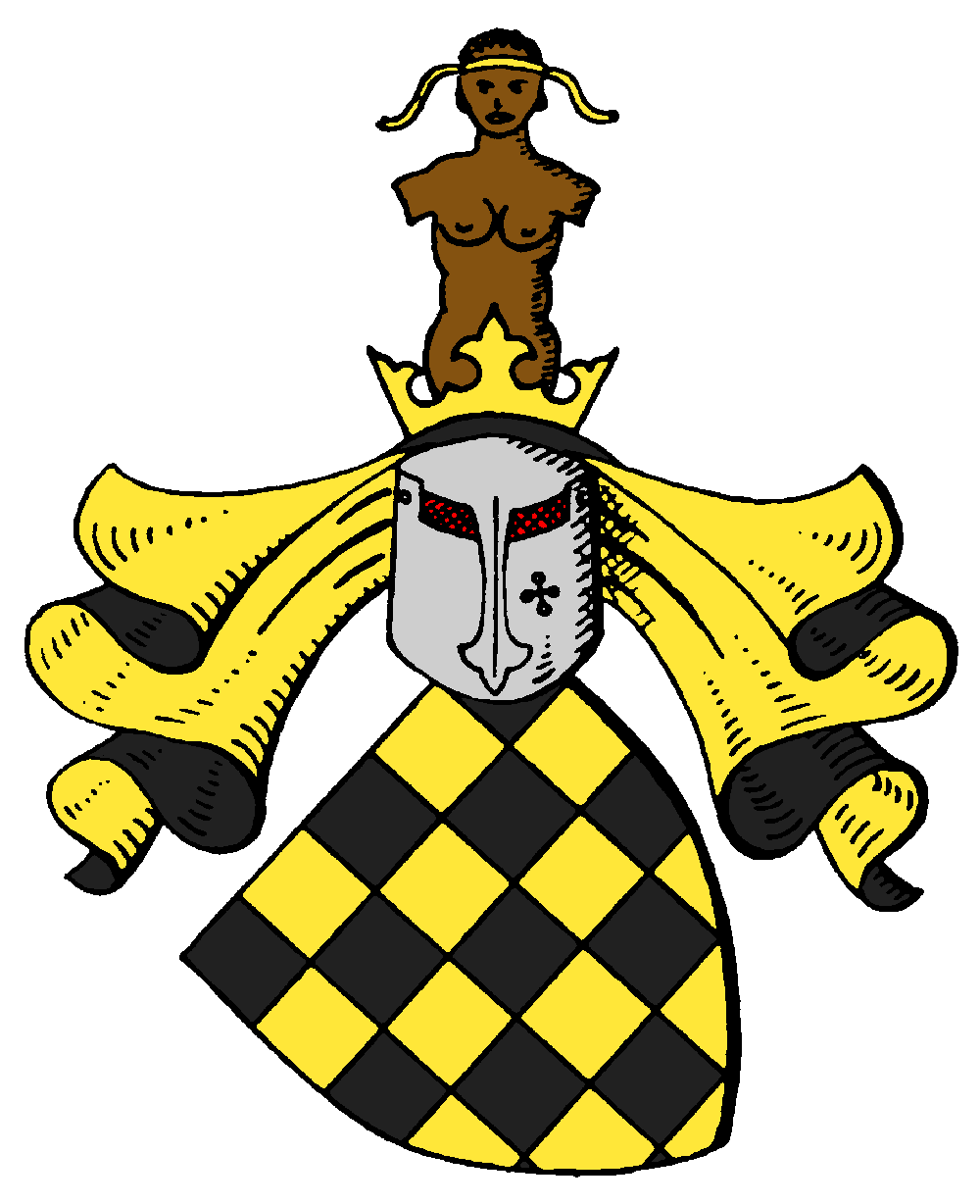
Das Wappen der Familie von Prittwitz und Gaffron

Carl Leonhard Friedrich Anton von Prittwitz, auch Baron von Prittwitz genannt, (* 2. Dezember 1797 auf Gut Ponischau bei Guttentag, Schlesien; † 10.jul. / 22. März 1881greg. in Sankt Petersburg) war kaiserlich russischer General der Kavallerie und Generaladjutant des Zaren Nikolaus I.

## Familie
Carl von Prittwitz entstammte dem alten, weit verzweigten schlesischen Adelsgeschlecht derer von Prittwitz und war der Sohn des königlich preußischen Rittmeisters und Gutsbesitzers Karl von Prittwitz, Herr auf Sitzmannsdorf, und dessen erster Ehefrau Karoline von Diebitsch. Von seinem Onkel mütterlicherseits, dem kaiserlich russischen Feldmarschall Hans Graf von Diebitsch-Sabalkanski erbte Prittwitz 1831 das Majorat Sabalkansk im Kreis Jamburg  mit 21 Ortschaften und das Recht zur Führung des Titels Graf Sabalkanski. Die Erbschaft war mit der Verpflichtung verbunden, die verliehenen Kanonen, Denkmäler und die sonstige Hinterlassenschaft (wie Mobiliar, Silber, Ölgemälde und Dokumente) des Feldmarschalls zu pflegen und vier Invaliden zu unterhalten.
Er heiratete am 13. Oktober 1827 in Warschau Louise de Grasse (* 7.jul. / 19. Januar 1806greg. in Warschau; † 5.jul. / 17. August 1897greg. in St. Petersburg).
Die beiden kaiserlich russischen Generäle Hans von Prittwitz und Nicolaus von Prittwitz waren seine Söhne.

## Militärischer Werdegang
Prittwitz trat 1814 in ein Linien-Regiment der russischen Armee ein und begleitete in den Befreiungskriegen als Ordonnanz seinen Onkel, den damaligen Chef des Generalstabs General von Diebitsch. In diesem Feldzug wurde er zunächst Kolonnen-Führer (Unteroffizier) im Generalstab, dann wurde Kornett in einem Linien-Ulanen-Regiment und später in das in Warschau in Garnison stehende Garde-Ulanen-Regiment des Großfürsten Konstantin (1779–1831), dem Vizekönig von Polen, versetzt. Als Rittmeister nahm er 1830/1831 an den Kämpfen im Novemberaufstand teil und wurde in der Schlacht bei Grochów am 25. Februar 1831 verwundet.
Anschließend wurde Prittwitz zum kaiserlichen russischen Flügel-Adjutanten ernannt. Später als kaiserlicher General-Adjutant im Range eines Generals der Infanterie à la suite gehörte er, unterbrochen von Kommandierungen als Generalmajor zur Führung seines alten Ulanen-Regiments und als Generalleutnant zur Führung einer leichten Kavallerie-Division, zum ständigen Gefolge des Zaren Nikolaus I.

## Orden und Ehrenzeichen
- mehrere höhere und höchste russische Orden
- preußischer Roter Adlerorden 1. Klasse
- Ehrenritter des Johanniterordens.